# 1727 en droit
Cet article présente les faits marquants de l'année 1727 en droit.

## Événements
- Le Conseil Suprême privé de Russie ordonne la publication de « la Pierre angulaire de la foi », œuvre défendant une orthodoxie stricte contre les tendances réformistes[1].
- 26 mai, Russie  : Menchikov, tout puissant, fait exiler Pierre Tolstoï[2].
- 20 août (10 août du calendrier julien) : signature d’un traité préliminaire entre la Russie et la Chine sur les bords de la Bura, affluent de la Selenga[3] qui fixe les principes de délimitation de la frontière entre la Mongolie sur le cours supérieur de l'Argoun (ou le 30 août)[4].
- 20 septembre[5]  (9 septembre du calendrier julien), Russie : Menchikov est arrêté, puis déporté en Sibérie par les antiréformistes. Le pouvoir passe à la vieille aristocratie moscovite (Dolgorouki), et la capitale est retransférée à Moscou.
- 3 octobre : traité de paix entre le Chah afghan de Perse Ashraf et les Ottomans à Hamadan[6].
- 12 octobre : traité secret de Wusterhausen, ratifié par le traité de Berlin du 23 décembre 1728. Frédéric-Guillaume Ier de Prusse, de crainte d'être utilisé par les États occidentaux contre la Russie et l'Empereur, s'unit à l'Autriche en reconnaissant la Pragmatique Sanction contre la promesse d’obtenir le duché de Berg[7].
- 1er novembre (21 octobre du calendrier julien) : signature du traité de Kiakhta entre la Chine et la Russie, ratifié par le tsar Pierre II de Russie le 6 juin 1728[8] et par la Chine le 21 mai 1728. Fondation d’un comptoir Russe à Pékin et établissement de relations commerciales par Kiakhta[3]. Les Russes fournissent aux Chinois des fourrures, des cuirs, des bois et reçoivent du thé, du coton, de la soie et des porcelaines. Le traité définit la frontière entre l’empire russe et la Mongolie. La Russie reconnaît l’annexion des khanats Khalkhas par les Mandchous. De nouvelles loi sont introduites pour surveiller les frontières, les deux parties s’engageant refouler ou à exécuter ceux qui passent la frontière sans autorisation (les Russes appliqueront mal cette clause : en 1727, 1000 Oïrats de Mongolie s’établissent au-delà du lac Baïkal sans encourir l’extradition). Les Mandchous peuvent concentrer leurs forces contre le khan de Dzoungarie.

## Naissances
- 9 novembre : Jean-Henry Roussel de la Bérardière, professeur de droit, avocat et jurisconsulte français († 13 décembre 1801).
- Date précise inconnue :
  - Étienne François d'Aligre, juriste et magistrat français, premier président du Parlement de Paris († 1798).

## Décès
- 28 septembre : René de Perchambault de La Bigotière, juriste français, conseiller au Parlement de Bretagne (° 9 janvier 1640).